# Ferdinando Riva
Ferdinando Riva (ur. 3 lipca 1930 w Coldrerio, zm. 15 sierpnia 2014) – piłkarz szwajcarski grający na pozycji napastnika. W swojej karierze rozegrał 22 meczów w reprezentacji Szwajcarii, w których strzelił 8 goli.

## Kariera klubowa
Swoją karierę piłkarską Riva rozpoczął w klubie FC Mendrisio-Stabio. W sezonie 1947/1948 zadebiutował w nim w trzeciej lidze szwajcarskiej. W 1948 roku awansował z nim do drugiej ligi. W 1950 roku odszedł do FC Chiasso. Grał w nim do końca swojej kariery czyli do końca sezonu 1969/1970. W sezonie 1961/1962 wygrał z FC Chiasso rozgrywki drugiej ligi.

## Kariera reprezentacyjna
W reprezentacji Szwajcarii Riva zadebiutował 25 listopada 1951 w zremisowanym 1:1 meczu Pucharu im. Dr. Gerö z Włochami, rozegranym w Lugano. W 1954 roku został powołany do kadry na mistrzostwa świata w Szwajcarii. Na nich był rezerwowym i nie wystąpił w żadnym spotkaniu. W kadrze narodowej od 1951 do 1960 roku rozegrał 22 mecze i strzelił w nich 8 goli.